# Al Palladini
Al Palladini (Prossedi, 24 de diciembre de 1943- Acapulco de Juárez, 7 de marzo de 2001) fue un político italo-canadiense. Se desempeñó como miembro del Partido Conservador Progresista de Ontario en la Asamblea Legislativa de Ontario de 1995 a 2001, y fue ministro del gabinete en el gobierno de Mike Harris.

## Primeros años
Palladini nació en Prossedi, Italia. Fue propietario del concesionario de automóviles Pine Tree Lincoln Mercury en Woodbridge, Ontario y se hizo famoso localmente por el eslogan "Cualquier Palladini es un amigo mío" en una serie de anuncios concebidos por Larry MacInnis de CHUM Radio, y anunciados con la voz de Rick Moranis cuando era locutor en dicha estación de radio. Fue nombrado comercializador mundial de automóviles del año en Canadá en 1994 y recibió el premio Vaughan Outstanding Business Achievement Award ese mismo año. Palladini también se desempeñó como presidente de la Fundación del Hospital General York-Finch y fue director de la Junta de la Alianza de Becas de la Universidad de York.

## Carrera
Fue elegido por el distrito electoral de York Center en las elecciones provinciales de 1995, derrotando al liberal Mario Ferri por más de 8.000 votos (el distrito había sido ocupada anteriormente por el liberal Greg Sorbara). El 26 de junio de 1995 fue nombrado Ministro de Transporte. Luego de una reorganización del gabinete el 10 de octubre de 1997, fue nombrado Ministro de Desarrollo Económico, Comercio y Turismo.
Palladini fue reelegido en las elecciones provinciales de 1999, derrotando al liberal Tony Genco por unos 7.500 votos en el recién redistribuido distrito de Vaughan—King—Aurora.
Durante su cargo, Palladini se presentó a sí mismo como populista al presentar una legislación que reducía los servicios gubernamentales. A menudo fue acusado de antiintelectualismo. Cuando recortó los presupuestos de limpieza de nieve para las carreteras provinciales, sugirió que los conductores varados simplemente podrían usar sus teléfonos celulares para pedir ayuda.

## Últimos años
Palladini renunció al gabinete el 7 de febrero de 2001, citando dificultades personales. Un mes después, murió inesperadamente de un infarto en un campo de golf mientras estaba de vacaciones en México.

## Legado
Su hijo Franco y su familia continuaron operando su concesionario de automóviles durante varios años hasta la quiebra en 2009. Hay un centro comunitario llamado Centro Comunitario Al Palladini en Woodbridge, en su honor.
El Ministro de Educación de Ontario, Stephen Lecce, le da crédito a Al Palladini por haber lanzado su carrera política a través de su esfuerzo en su campaña de reelección de 1999.